# Dominique Bosshart
Dominique Bosshart (Morges, 7 de outubro de 1977) é uma taekwondista canadense.
Dominique Bosshart competiu nos Jogos Olímpicos de 2000 e 2004, na qual conquistou a medalha de bronze, em 2004.